# 安犁靡
安犁靡，也作烏犂靡，是乌孙的小昆弥，安日的儿子。
前11年，安犁靡的叔叔小昆弥末振将派贵人乌日领刺杀大昆弥雌栗靡。汉朝中郎将段会宗立伊秩靡为大昆弥。不久，末振将被大昆弥属下的翕侯难所杀，小昆弥由安犁靡担任。末振将的弟弟卑爰疐联合康居，欺凌乌孙，乌孙两昆弥害怕，更加亲倚西域都护。卑爰疐杀乌日领降汉，汉封为归义侯。卑爰疐再次侵凌两昆弥，西域都护孙建将他袭杀。